# Kurtlar Vadisi
Kurtlar Vadisi är en turkisk maffiaserie från 2003. Huvudpersonen är Polat Alemdar som är en hemlig statstjänsteman som fördes in i maffian för att förstöra den inifrån. Polat spelas av skådespelaren Necati Şaşmaz. Övriga huvudpersoner är Memati (Gürkan Uygun) och Elif (Özgü Namal).

## Kort rollista
| Karaktär        | Skådespelare    |
| --------------- | --------------- |
| Polat Alemdar   | Necati Şaşmaz   |
| Elif Eylül      | Özgü Namal      |
| Memati Baş      | Gürkan Uygun    |
| Deli Hikmet     | Erdem Ergüney   |
| Eren Eylül      | Kerem Fırtına   |
| Tuncay Kantarcı | Osman Wöber     |
| Nazife Anne 1   | İnci Melis Pars |
| Nazife Anne 2   | Serpil Tamur    |